# Iron man match
Iron man match – rodzaj walki w profesjonalnym wrestlingu, który trwa ustaloną ilość czasu (najczęściej 30 lub 60 minut). Zwyciężyć go można przez zdobycie jak największej ilości przypięć na przeciwniku. W przypadku remisu po upływie limitu czasowego, walka jest kontynuowana do czasu zdobycia ostatecznego przypięcia dającego zwycięstwo.

## Zasady
Iron man matche odbywają się zgodnie z regułami Singles matchu, lecz różnica polega na tym, iż pojedynek trwa przez ustaloną wcześniej długość, zaś celem wrestlera jest zdobycie jak najwięcej przypięć na rywalu. Przypięcia dają uczestnikowi punkt, lecz ów punkt można zdobyć również przez zmuszenie rywala do poddania, wyliczenie pozaringowe lub dyskwalifikację.
Niektóre Iron man matche miały w przerwy pomiędzy zaliczaniem punktów. W 2009 w walce pomiędzy Johnem Ceną i Randym Ortonem dodano wymóg, że musi minąć 30 sekund od zdobycia punktu, ażeby móc zdobyć kolejny przez któregoś z uczestników (ta walka była również wyjątkowa z tego względu, że dyskwalifikacje i wyliczenia pozaringowe nie zaliczały się jako punkt). Walka z 2003 pomiędzy Kurtem Angle’em i Brockiem Lesnarem miała 15-sekundowe odstępy od możliwości zdobycia punktu.
Jeżeli walka zakończy się remisem, jeden z uczestników może poprosić o dokończenie walki do ostatecznego przypięcia (tzw. nagła śmierć). Prośba może być zaakceptowana lub odrzucona przez przeciwnika lub osobę mającą władzę. Przykładowo, kiedy Shawn Michaels zremisował z Kurtem Angle’em z wynikiem 2-2 w 30-minutowym Iron man matchu, Michaels błagał Angle'a by dokończyć walkę, lecz Angle się na to nie zgodził.
Nagłe śmierci są często stosowane w walkach o tytuły mistrzowskie. Jest to spowodowane tym, iż w wypadku remisu, mistrz zawsze obroni tytuł. Oznacza to, że nagła śmierć jest jedynym sposobem na wyłonienie nowego mistrza w wypadku remisu. W przeszłości, Komisarz WWF (znane teraz jako WWE) Gorilla Monsoon nakazał nagłą śmierć po remisie w walce pomiędzy Shawnem Michaelsem i Bretem Hartem na WrestleManii XII.
W historii odbywały się tylko dwustronne Iron man matche (czyli brały udział ze sobą dwie przeciwne osoby lub dwa przeciwne tag teamy). Jednakże jest możliwe, aby w przyszłości odbyły się Triple Threat Iron man matche (trzyosobowy pojedynek, każdy na każdego).
„Ultimate Submission” match jest wariacją Iron man matchu, w której jedynie poddania są liczone jako punkt.

## Lista Iron man matchów

### World Wrestling Federation/Entertainment (WWF/WWE)
Wiele Iron man matchów odbyło się na galach typu house show. The Rockers walczyli przeciwko The Rougeau Brothers w tego typu walce dwukrotnie w 1989 roku. Bret Hart zawalczył dwa razy w 1993 i 1994 przeciwko Ricowi Flairowi i przeciwko swojemu bratu Owenowi. John Cena zawalczył z Sethem Rollinsem o WWE United States Championship należący do Ceny w październiku 2015. Kevin Owens i AJ Styles zawalczyli ze sobą o WWE Intercontinental Championship podczas house show w marcu 2016.
| Numer | Rezultat (+ długość) | Tytuł                              | Wynik    | Gala                                                       | Arena                     |
| ----- | --- | ---------------------------------- | -------- | ---------------------------------------------------------- | ------------------------- |
| 1     | The Rockers (Shawn Michaels i Marty Jannetty) pokonali The Fabulous Rougeaus (Jacquesa Rougeau i Raymonda Rougeau) (1:00:00) | —                                  | 3–2      | WWF live event 4 sierpnia 1989, Montreal, QB               | Montreal Forum            |
| 2     | The Rockers (Shawn Michaels and Marty Jannetty) pokonali The Fabulous Rougeaus (Jacquesa Rougeau i Raymonda Rougeau) | —                                  | Nieznany | WWF live event 6 sierpnia 1989, Rosemont, IL               | Rosemont Horizon          |
| 3     | Bret Hart (c) pokonał Rica Flaira (1:00:00) | WWF World Heavyweight Championship | 3–2      | WWF live event 9 stycznia 1993, Boston, MA                 | Boston Garden             |
| 4     | Bret Hart (c) pokonał Owena Harta (1:00:00) | WWF World Heavyweight Championship | 3–2      | WWF live event 8 lipca 1994, East Rutherford, NJ           | Brendan Byrne Arena       |
| 5     | Bret Hart (c) pokonał Owena Harta (1:08:23, po remisie) | WWF World Heavyweight Championship | 3–2      | WWF live event 9 lipca 1994, Uniondale, NY                 | Brendan Byrne Arena       |
| 6     | Bret Hart (c) pokonał Owena Harta (1:00:00) | WWF World Heavyweight Championship | 2–1      | WWF live event 29 lipca 1994, Los Angeles, CA              | Great Western Forum       |
| 7     | Bret Hart (c) pokonał Owena Harta (1:00:00) | WWF World Heavyweight Championship | 2–1      | WWF live event 6 sierpnia 1994, Filadelfia, PA             | Philadelphia Spectrum     |
| 8     | Shawn Michaels pokonał Breta Harta (c) (1:01:56, po remisie) | WWF World Heavyweight Championship | 1–0      | WrestleMania XII 31 marca 1996, Los Angeles, CA            | Arrowhead Pond            |
| 9     | Triple H pokonał The Rocka (c) (1:00:00) | WWF Championship                   | 6–5      | Judgment Day 21 maja 2000, Louisville, KY                  | Freedom Hall              |
| 10    | Chris Benoit pokonał Kurta Angle’a (31:51, po remisie) „Ultimate Submission match” | —                                  | 4–3      | Backlash 29 kwietnia 2001, Rosemont, IL                    | Allstate Arena            |
| 11    | Brock Lesnar pokonał Kurta Angle’a (c) (1:00:00) | WWE Championship                   | 5–4      | SmackDown 18 września 2003, Raleigh, NC                    | RBC Center                |
| 12    | Chris Benoit (c) pokonał Triple H’a (1:00:00) | World Heavyweight Championship     | 4–3      | Raw 26 lipca 2004, Pittsburgh, PA                          | Mellon Arena              |
| 13    | Johnny Nitro i Joey Mercury (c) pokonali Charliego Haasa i Hardcore Holly’ego (15:00) | WWE Tag Team Championship          | 2–1      | SmackDown 2 czerwca 2005, Edmonton, Alberta, Kanada        | Rexall Place              |
| 14    | Kurt Angle zremisował z Shawnem Michaelsem (30:00) | —                                  | 2–2      | Raw 3 października 2005, Dallas, TX                        | American Airlines Center  |
| 15    | John Morrison i The Miz (c) zremisowali z Jimmym Wang Yangiem i Shannonem Moore’em (15:00) „Fifteen Minutes of Fame match” | WWE Tag Team Championship          | 1–1      | ECW 8 stycznia 2008, Filadelfia, PA                        | Wachovia Center           |
| 16    | John Cena pokonał Randy’ego Ortona (c) (1:00:00) „Anything Goes Ironman match” | WWE Championship                   | 6–5      | Bragging Rights 25 października 2009, Pittsburgh, PA       | Mellon Arena              |
| 17    | Bayley (c) pokonała Sashę Banks (30:00) | NXT Women’s Championship           | 3–2      | NXT TakeOver: Respect 7 października 2015, Winter Park, FL | Full Sail University      |
| 18    | John Cena (c) pokonał Setha Rollinsa (30:00) | WWE United States Championship     | 3–2      | WWE live event 17 października 2015, Lubbock, TX           | United Supermarkets Arena |
| 19    | Kevin Owens (c) defeated AJ Stylesa (30:00) | WWE Intercontinental Championship  | 2–1      | WWE live event 12 marca 2016, Atlantic City, NJ            | Boardwalk Hall            |
| 20    | Charlotte pokonała Sashę Banks (c) (34:45, po remisie) | WWE Raw Women’s Championship       | 3–2      | Roadblock: End of the Line 18 grudnia 2016, Pittsburgh, PA | PPG Paints Arena          |
| 21    | Cesaro i Sheamus (c) pokonali The Hardy Boyz (Jeffa Hardy'ego i Matta Hardy'ego) (30:00) | WWE Raw Tag Team Championship      | 4–3      | WWE Great Balls of Fire 9 lipca 2017, Dallas, TX           | American Airlines Center  |
| 22    | Dolph Ziggler (c) pokonał Setha Rollinsa (30:10, po remisie) | WWE Intercontinental Championship  | 5–4      | Extreme Rules 15 lipca 2018, Pittsburgh, PA                | PPG Paints Arena          |
| 23    | Finn Bálor vs. Adam Cole vs. Tommaso Ciampa vs. Johnny Gargano zakończyło się remisem pomiędzy Bálorem i Cole’em (1:00:00) Generalny menedżer NXT William Regal uznał walkę za remis po tym, jak zarówno Cole, jak i Bálor zdobyli 2 punkty, a obaj stoczyli ze sobą walkę w następny wtorek na NXT Super Tuesday II o zwakowane mistrzostwo NXT. | NXT Championship                   | 2–2–1–1  | NXT Super Tuesday 1 września 2020, Winter Park, FL         | Full Sail University      |
| 24    | A-Kid pokonał Jordana Devlina (30:00) | —                                  | 2–1      | NXT UK 5 sierpnia 2021, Londyn, Anglia                     | BT Sports Studios         |

#### Lista uczestników

##### Mężczyźni
| Osoba                      | Zwycięstwa | Występy |
| -------------------------- | ---------- | ------- |
| Bret Hart                  | 5          | 6       |
| Shawn Michaels             | 3          | 4       |
| Marty Jannetty             | 2          | 2       |
| Chris Benoit               | 2          | 2       |
| John Cena                  | 2          | 2       |
| Brock Lesnar               | 1          | 1       |
| Joey Mercury               | 1          | 1       |
| Kevin Owens                | 1          | 1       |
| Cesaro                     | 1          | 1       |
| Sheamus                    | 1          | 1       |
| Dolph Ziggler              | 1          | 1       |
| A-Kid                      | 1          | 1       |
| Triple H                   | 1          | 2       |
| Johnny Nitro/John Morrison | 1          | 2       |
| Ric Flair                  | 0          | 1       |
| The Rock                   | 0          | 1       |
| Charlie Haas               | 0          | 1       |
| Hardcore Holly             | 0          | 1       |
| The Miz                    | 0          | 1       |
| Jimmy Wang Yang            | 0          | 1       |
| Shannon Moore              | 0          | 1       |
| Randy Orton                | 0          | 1       |
| AJ Styles                  | 0          | 1       |
| Jeff Hardy                 | 0          | 1       |
| Matt Hardy                 | 0          | 1       |
| Finn Bálor                 | 0          | 1       |
| Adam Cole                  | 0          | 1       |
| Johnny Gargano             | 0          | 1       |
| Tommaso Ciampa             | 0          | 1       |
| Jordan Devlin              | 0          | 1       |
| Jacques Rougeau            | 0          | 2       |
| Raymond Rougeau            | 0          | 2       |
| Seth Rollins               | 0          | 2       |
| Kurt Angle                 | 0          | 3       |
| Owen Hart                  | 0          | 4       |

##### Kobiety
| Osoba           | Zwycięstwa | Występy |
| --------------- | ---------- | ------- |
| Bayley          | 1          | 1       |
| Charlotte Flair | 1          | 1       |
| Sasha Banks     | 0          | 2       |

### All Elite Wrestling (AEW)
| Numer | Rezultat (+ długość)                                    | Tytuł                  | Wynik | Gala                    | Arena                         |
| ----- | ------------------------------------------------------- | ---------------------- | ----- | ----------------------- | ----------------------------- |
| 1     | Kenny Omega pokonał Paca (31:01, po remisie)            | —                      | 2–1   | Dynamite 26 lutego 2020 | Silverstein Eye Centers Arena |
| 2     | MJF (c) pokonał Bryana Danielsona (1:05:20, po remisie) | AEW World Championship | 4–3   | Revolution 5 marca 2023 | Chase Center                  |

#### Lista uczestników
| Osoba           | Zwycięstwa | Występy |
| --------------- | ---------- | ------- |
| Kenny Omega     | 1          | 1       |
| MJF             | 1          | 1       |
| Pac             | 0          | 1       |
| Bryan Danielson | 0          | 1       |

### Total Nonstop Action Wrestling (TNA) / Impact Wrestling
| Numer | Rezultat (+ długość)                                                                                          | Tytuł                                                                   | Wynik | Gala                                  | Arena                         |
| ----- | --- | ----------------------------------------------------------------------- | ----- | ------------------------------------- | ----------------------------- |
| 1     | AJ Styles (c) pokonał Christophera Danielsa (31:37, po remisie)                                               | TNA X Division Championship                                             | 2–1   | Against All Odds 13 lutego 2005       | TNA Impact! Zone              |
| 2     | AJ Styles (c) pokonał Christophera Danielsa (30:00)                                                           | TNA X Division Championship                                             | 1–0   | Bound For Glory 23 października 2005  | TNA Impact! Zone              |
| 3     | Kurt Angle pokonał Samoa Joe (30:00)                                                                          | Pojedynek wyłaniający pretendenta do NWA World Heavyweight Championship | 3–2   | Final Resolution 14 stycznia 2007     | TNA Impact! Zone              |
| 4     | Douglas Williams (c) zremisował z AJ Stylesem (15:00 + 5:00 czasu nagłej śmierci)                             | TNA Television Championship                                             | 1–1   | TNA Impact! 23 grudnia 2010           | TNA Impact! Zone              |
| 5     | Bobby Roode (c) zremisował z AJ Stylesem (30:00)                                                              | TNA World Heavyweight Championship                                      | 3–3   | Final Resolution 15 grudnia 2011      | TNA Impact! Zone              |
| 6     | Bobby Roode (c) pokonał AJ Stylesa (5:00 + nagła śmierć)                                                      | TNA World Heavyweight Championship                                      | 1–0   | TNA Impact Wrestling 18 grudnia 2011  | TNA Impact! Zone              |
| 7     | The Wolves (Eddie Edwards i Davey Richards) pokonali Dirty Heels (Austina Ariesa i Bobby’ego Roode’a) (30:00) | Zwakowane TNA World Tag Team Championship                               | 2–1   | TNA Impact Wrestling 1 lipca 2015     | TNA Impact! Zone              |
| 8     | Lashley pokonał Eddiego Edwardsa (c) (30:00)                                                                  | TNA World Heavyweight Championship                                      | 3–2   | TNA Impact Wrestling 26 stycznia 2017 | Impact Wrestling Zone         |
| 9     | Deonna Purrazzo (c) pokonała Jordynne Grace (30:00)                                                           | Impact Knockouts Championship                                           | 2–1   | Emergence 25 sierpnia 2020            | Skyway Studios                |
| 10    | Josh Alexander (c) pokonał TJP (60:00)                                                                        | Impact X Division Championship                                          | 2–1   | Impact! 3 czerwca 2021                | Skyway Studios                |
| 11    | Nic Nemeth (c) pokonał Josha Alexandera (60:00)                                                               | TNA World Championship                                                  | 3–2   | Emergence 30 sierpnia 2024            | Old Forester’s Paristown Hall |

#### Lista uczestników

##### Mężczyźni
| Osoba               | Zwycięstwa | Występy |
| ------------------- | ---------- | ------- |
| A.J. Styles         | 2          | 5       |
| Davey Richards      | 1          | 1       |
| Kurt Angle          | 1          | 1       |
| Lashley             | 1          | 1       |
| Nic Nemeth          | 1          | 1       |
| Josh Alexander      | 1          | 2       |
| Eddie Edwards       | 1          | 2       |
| Bobby Roode         | 1          | 3       |
| Austin Aries        | 0          | 1       |
| Douglas Williams    | 0          | 1       |
| Samoa Joe           | 0          | 1       |
| TJP                 | 0          | 1       |
| Christopher Daniels | 0          | 2       |

##### Kobiety
| Osoba           | Zwycięstwa | Występy |
| --------------- | ---------- | ------- |
| Deonna Purrazzo | 1          | 1       |
| Jordynne Grace  | 0          | 1       |

### World Championship Wrestling (WCW)
| Numer | Rezultat (+ długość)                            | Tytuł                                                | Wynik | Gala                             | Arena                      |
| ----- | ----------------------------------------------- | ---------------------------------------------------- | ----- | -------------------------------- | -------------------------- |
| 1     | Ricky Steamboat pokonał Ricka Rude'a (30:00)    |                                                      | 4–3   | Beach Blast 1992 20 czerwca 1992 | Mobile Civic Center        |
| 2     | Dustin Rhodes zremisował z Rickiem Rude (30:00) | Zwakowany WCW United States Heavyweight Championship | 1–1   | Beach Blast 1993 18 lipca 1993   | Mississippi Coast Coliseum |

#### Lista uczestników
| Osoba           | Zwycięstwa | Występy |
| --------------- | ---------- | ------- |
| Ricky Steamboat | 1          | 1       |
| Dustin Rhodes   | 0          | 1       |
| Rick Rude       | 0          | 2       |